# Slavinna nr. 217
Slavinna nr. 217 (ryska Человек № 217) är en sovjetisk film från 1945, regisserad av Michail Romm. Filmen deltog vid Cannes filmfestival 1946.

## Skådespelare
- Jelena Kuzmina – Tatjana Krylova, Nr. 217
- Anastasia Lisianskaja – Klava Vasiljeva
- Vasilij Zajtjikov – Sergej Ivanovitj, vetenskapsman
- Nikolaj Komissarov – Tatjanas far
- Grigorij Michajlov – Pojke, Nr. 225
- Vladimir Vladislavskij – Johan Krauss
- Tatjana Barysjeva – fru Krauss
- Ljudmila Sucharevskaja – Lotta
- Pavel Suchanov – Rudolf Peschke
- Heinrich Greif – tystlåtne Kurt
- Vladimir Balasjov – Max